# USS Gerald R. Ford (CVN-78)
USS Gerald R. Ford (CVN-78) je letadlová loď Námořnictva Spojených států, která působí v aktivní službě od roku 2017. Jedná se o vedoucí loď své třídy. Je pojmenována podle 38. prezidenta USA Geralda Forda. S cenou 12,9 miliardy dolarů je dosud nejdražší válečnou lodí postavenou pro americké námořnictvo.

## Konstrukce
Smlouvu na stavbu letadlové lodi nové třídy podepsalo americké námořnictvo 10. září 2008 s loděnicemi Northrop Grumman v Newport News ve Virginii. Samotná stavba jednotky byla zahájena slavnostním založením kýlu 14. listopadu 2009. V dubnu 2012 byla konstrukce lodi hotova z 75 %, velitelský ostrov byl na palubu umístěn v lednu 2013. Slavnostní křest za účasti Susan Fordové Balesové, dcery prezidenta Forda, proběhl 9. listopadu toho roku, na vodu byla spuštěna 17. listopadu 2013.
Námořnictvu měla být loď dodána na začátku roku 2016, došlo však ke zpoždění kvůli zkouškám technologií. V dubnu 2017 vyplula loď na námořní zkoušky.

## Služba
Loď byla uvedena do služby dne 22. července 2017. Jejím prvním velícím důstojníkem se stal kapitán Rick McCormack. Pro bojové akce má být připravena v roce 2021. Plánovaná životnost lodi je 50 let.
Dne 28. července 2017 byly na CVN-78 poprvé použity ke startu a přistání letounu na lodi Námořnictva Spojených států nové technologie – elektromagnetický katapult EMALS a záchytné zařízení AAG.